# Lukas Moser

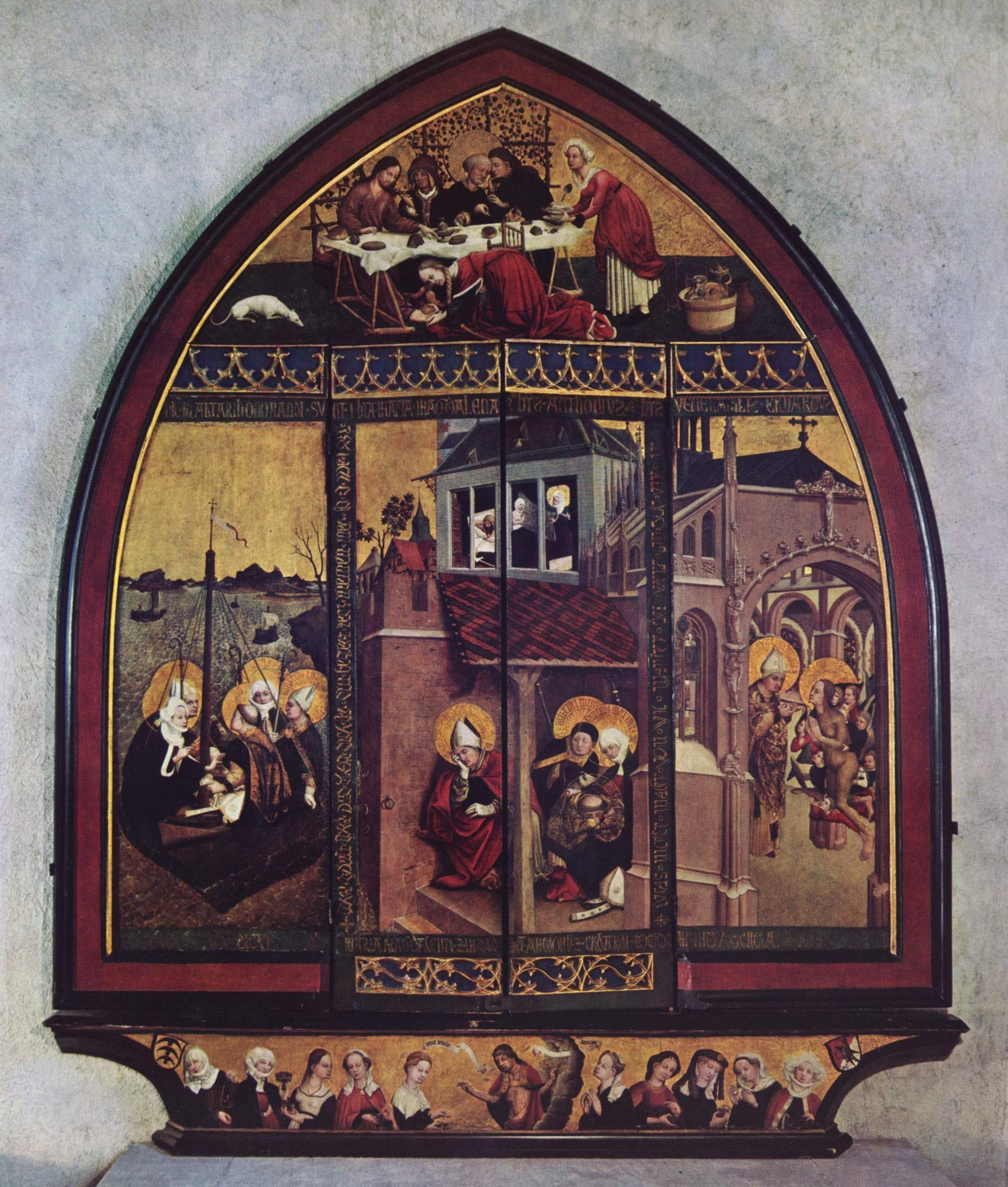
Retablo de Santa María Magdalena, en el que la Magdalena lava los pies a Jesús en casa de Simón, secándoselos con sus cabellos. Por encima: viaje por mar de María Magdalena.

Lukas Moser, también Lucas Moser (h. 1390 - después de 1434) fue un pintor gótico originario de Weil der Stadt, cerca de Stuttgart.[cita requerida] Su actividad está documentada entre 1419 y 1434. Aunque procedía de los alrededores de Stuttgart, trabajó sobre todo en Ulm.
Debe su celebridad a su obra maestra: retablo del altar de la Magdalena (Magdalenenaltar) en la iglesia parroquial de Tiefenbrunn. Este retablo data del año 1432 y mide 300 x 240 cm. Utiliza técnica mixta sobre madera. Está dividida en varias partes, que representan:
- En la parte superior: María Magdalena secando los pies de Jesucristo con sus cabellos, durante el banquete en casa de Simón.
- A la izquierda: Travesía marítima de María Magdalena, Marta, Lázaro, Máximo y Sidonio
- En el centro: el sueño de los santos Sidonio, Máximo, Lázaro y Marta y, en la parte superior, María Magdalena apareciéndose a los príncipes en sueños
- A la derecha: última comunión de María Magdalena

Es una obra en cierto sentido infrecuente para la época en que se realizó. Tiene influencias del fuerte realismo flamenco en alza en aquella época y muestra la gran capacidad de observación del artista, como puede verse en la casa del fondo. Se considera que es defectuosa la representación de los barcos que puede verse en el fondo, a la izquierda del cuadro, lo cual se atribuye al hecho de que el conocimiento del artista del tema debía ser limitado, debido a razones regionales. 
En el marco hay una inscripción: «Schri kunst schri und klag dich ser din begert iecz niemen mer so o we» (llora, Arte, llora, y quéjate en voz bien alta, que hoy en día nadie te ama. Así es por desgracia. 1432, Lukas Moser), lo cual parece ser una lamentación de que su arte ya no sea demandado. Se ha apuntado la posibilidad de que la queja se refiera a la animadversión husita hacia el arte, así como el Concilio de Constanza.
Se cree que hubo una alteración de la pintura en el siglo XIX, pintando encima de la Magdalena. Gerhard Piccard descubrió este repintado gracias a sus cuidadosas investigaciones sobre la obra y por estudio de las fuentes. Piccard considera que la inscripción tipográficamente no pertenece a la época de la creación de la obra, y que podría atribuirse a principios del siglo XVIII. Desde el punto de vista etimológico, la palabra «arte» no era usado con ese significado a finales de la Edad Media. Los pintores de aquella época trabajaban en gremios o talleres y ejecutaban una pintura solo después de que se les encargara. El cliente hacía el encargo señalando específicamente sus contenidos e influía en su ejecución, pues era el responsable de todos los costes de producción . Por ello carecería de sentido que un pintor tardomedieval realizara semejante inscripción. Solo en fechas posteriores, del siglo XIX hasta la actualidad, podría tener sentido esa inscripción, pues ya no existían gremios ni talleres, pintaban lo que deseaban y podían tener problemas para subsistir si el público no entendía o no deseaba su arte y por lo tanto no lo compraba. La profesión de pintor y todas las condiciones económicas y sociales han cambiado respecto a las de la Baja Edad Media. No obstante, aún no se ha clarificado totalmente el momento de dicha inscripción.
Realizó también cartones para vidrieras. Se cree que conoció el arte del norte de Italia y la antigua pintura toscana, así como el arte franco-flamenco.